# Crypsis ambigua
Crypsis ambigua är en gräsart som först beskrevs av Pierre Edmond Boissier, och fick sitt nu gällande namn av J.W.Lorch. Crypsis ambigua ingår i släktet kurragömmagrässläktet, och familjen gräs. Inga underarter finns listade i Catalogue of Life.